# Straßenbahn Schwetzingen–Ketsch
Die Straßenbahn Schwetzingen-Ketsch war eine meterspurige elektrische Straßenbahn, die auf einer 5 km langen Strecke von Schwetzingen nach Ketsch im heutigen Rhein-Neckar-Kreis führte.

## Geschichte
Die Straßenbahnlinie wurde im Dezember 1910 von der Rheinischen Schuckert-Gesellschaft eröffnet. Diese brachte sie im Juli 1911 als Mitgründerin in die Oberrheinische Eisenbahn-Gesellschaft (OEG) ein. Da die Bahn nur dem Personenverkehr diente, war sie durch die Verlängerung der Eisenbahn von Mannheim-Rheinau von Brühl nach Ketsch im Juli 1912 stark betroffen. Während der Zeit der Hochinflation war der Betrieb ab April 1923 eingestellt, er wurde erst im Mai 1925 wieder aufgenommen. Wirtschaftlich war die Bahn nicht erfolgreich, so wurden im Jahre 1930 nur die Hälfte der Kosten durch Fahrgeldeinnahmen abgedeckt. Aufgrund von Finanzierungsproblemen wurde der Betrieb am 31. März 1938 endgültig stillgelegt.

## Streckenverlauf

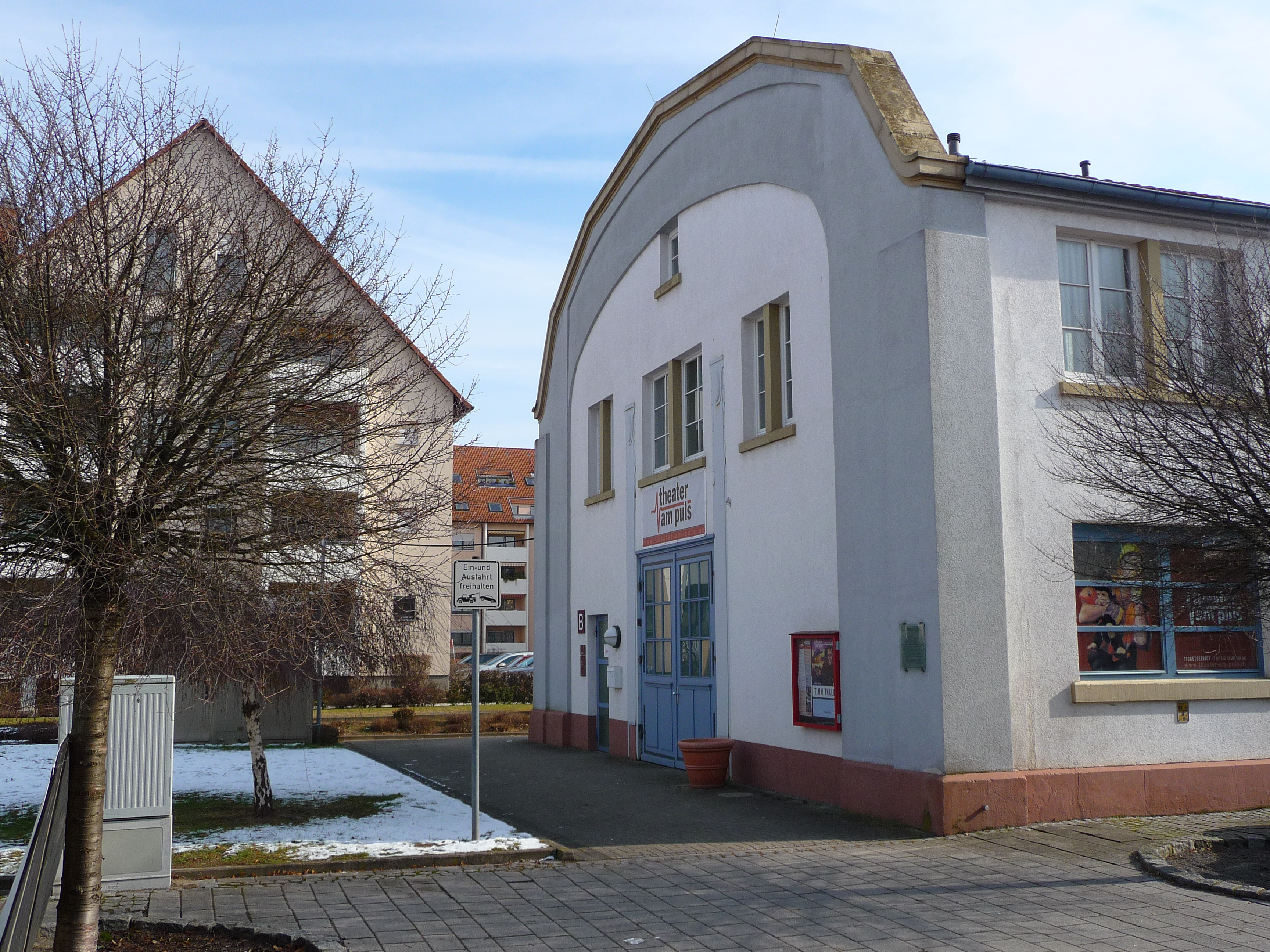
Das ehemalige Depot in Schwetzingen

Die Bahn besaß ein Depot in der Schwetzinger Südstadt am Rande des Geländes der Konservenfabrik Bassermann, dort hat heute das Theater am Puls seine Spielstätte. Eine Betriebsstrecke führte zunächst durch Marstall- und Bismarckstraße zum Bahnhof, wo der Linienbetrieb begann. Weiter ging es bis zur Carl-Theodor-Straße und diese weiter in Richtung Westen. Ab 1927 verlief auf einem rund einhundert Meter langen Abschnitt, zwischen der Einmündung der Brückenrampe und der sogenannten Drehscheibe, parallel eine Strecke der Heidelberger Straßenbahn, von Plankstadt kommend und weiter zum Schloss. Die Ketscher Straßenbahn hingegen bog nach Süden in die Friedrichstraße ab und führte weiter zum Bismarckplatz, dort nach Westen abknickend entlang der Zähringer Straße und der Landstraße nach Ketsch. Nachdem sie den Ort im Zuge der Schwetzinger Straße durchquert hatte, bog sie an der katholischen Kirche nach Norden ab, um nach wenigen Metern vor dem Gasthaus Enderle zu enden.

## Fahrzeuge
Die Bahn besaß drei von MAN gebaute Zweirichtungs-Triebwagen mit 20 Sitz- und 27 Stehplätzen, die elektrische Ausrüstung stammte von Schuckert. Die beiden einachsigen Drehgestelle ermöglichten es den Fahrzeugen, auch enge Kurvenradien befahren zu können. Nach Einstellung des Betriebs kamen die Triebwagen zur Stralsunder Straßenbahn. Eines der Fahrzeuge wurde bei einem Luftangriff in der Endphase des Zweiten Weltkriegs zerstört, die beiden anderen nach Beschädigungen wieder aufgebaut. Sie waren bis in die 1950er-Jahre im Linieneinsatz, einer der beiden anschließend für zwei weitere Jahre als Arbeitswagen. Die beiden Beiwagen der Ketscher Straßenbahn wurden an die Straßenbahn Merseburg verkauft, der Salzwagen nach Łódź. Zwei weitere Arbeitswagen verblieben bei der OEG, wo sie im übrigen Netz eingesetzt wurden.